# We Versus the Shark
We Versus The Shark — танцювальний мат-рок-гурт з фанкової фактурою з міста Атенс штат Джорджія.

## Учасники
- Люк Дуглас (Luke Douglas Fields) — баритон-гітара, мікротон, гітара, вокал
- Саманта Ерін Паулсен (Samantha Erin Paulsen) — гітара, клавіші, вокал
- Скотт Філіп Сміт (Scott Philip Smith) — барабани, скрім
- Джефрі Деніел Тобіас (Jeffrey Daniel Tobias) — бас-гітара, клавіші, вокал

## Дискографія
- Split EP with Cinemechanica and Maserati (лейбл Hello Sir, 2004)
- Ruin Everything! (лейбл Hello Sir, 2005)
- EP of Bees EP (лейбл Hello Sir, 2007)
- Dirty Versions (лейбл Hello Sir, 2008)
- Murmurmur (лейбл Quote Unquote Records, 2008)[1]